# 庙下镇
庙下镇，是中华人民共和国河南省平顶山市汝州市下辖的一个镇。

## 行政区划
庙下镇下辖以下地区：
庙下村、南杨庄村、乐寨村、下鲁村、长张村、西薛庄村、古城村、唐店村、小寨村、西荒村、罗郭岭村、湾子村、春店村、北胡庄村、文寨村、寺上村、黄寨村、西赵庄村、神沟村、北郭庄村、宋王村、北刘村、北于庄村和姚庄村。